# M16 지뢰

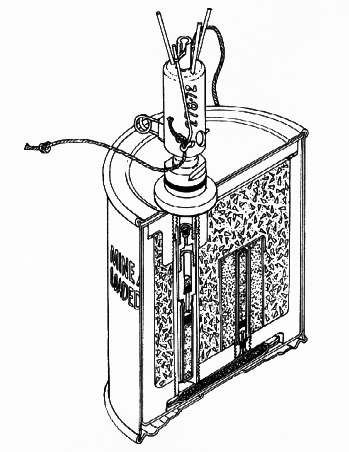
M16A2 지뢰의 단면도

M16 지뢰는 미국에서 대인살상을 목적으로, 제2차세계대전때 사용된 독일의 S-미네를 바탕으로 하여 1950년대에 개발한 대인 지뢰이다. 현재 한국의 DMZ(비무장지대)에 M14 지뢰와 함께 가장 많이 매설되어 있는 지뢰이다.
종류는 도약식지뢰이고 무게는 약 4.1kg, 신관(Fuzing)은 압력식으로 지뢰에 압력이 가해졌을 때 폭발하는 형식이다.
이 중에서 가장 눈여겨 볼만한것은 지뢰의 종류인데, 도약식지뢰는 신관에 압력이 가해지면 땅 속에서 튀어올라 약 2m정도의 높이에서 공중폭발을 하는 특이한 지뢰이다. 이렇게 공중에서 폭발을 하면 지뢰의 파편이 사방으로 날아가기 때문에 한 사람만 살상할 수 있는 일반 지뢰와는 달리 근처에 있는 여러명의 사람들을 살상할 수 있다. 행군중인 적에게 가장 효과가 크다고 한다.
M16 지뢰는 엄청난 살상력을 자랑하는데, 지뢰가 터지는 구역 중 5~7m은 무조건 사망, 8~15m은 70~80% 사망, 16m부터는 심한 중상을 입으며, 지뢰로부터 35m 이상 떨어진 구역은 중경상을 입는다.

## 같이 보기
- 오타와 협약